# Rubus leptadenes
Rubus leptadenes är en rosväxtart som beskrevs av Henri L. Sudre. Rubus leptadenes ingår i släktet rubusar, och familjen rosväxter.

## Underarter
Arten delas in i följande underarter:
- R. l. mollifrons
- R. l. saltipetus
- R. l. sublividus